# 세속 종교
세속 종교(世俗宗敎, 영어: secular religion) 또는 정치 종교(政治宗敎, 영어: political religion)은 초자연적이고 형이상학적인 신념을 말하는 전통적 의미의 종교와는 달리 지상의 실체에 종교적 특성을 부여하는 집단적인 신념 체계를 말한다. 주로 공산주의나 파시즘 등 종교적 성질을 가진 정치 이데올로기를 설명하는 데 사용되었다. 역사학자 야코프 탈몬(Jacob Talmon)은 이 현상을 "정치적 메시아주의"라고 표현했다.

## 같이 보기
- 시민 종교
- 개인 숭배
- 국가 무신론